# Arthur de Gobineau
Joseph Arthur hrabě Comte de Gobineau (14. července 1816 Ville-d’Avray, Francie – 13. října 1882 Turín, Itálie) byl francouzský aristokrat, diplomat, antropolog a spisovatel, který pocházel z normandské šlechtické rodiny. Proslavil se obhajováním teorie nadřazenosti bílé rasy a rozvíjením rasových teorií o „árijské rase“ ve své knize Esej o nerovnosti lidských plemen (1853–1855).
Jeho myšlenky ovlivnily jiného spisovatele a tvůrce vědeckých teorií Houstona Stewarta Chamberlaina a také (prostřednictvím jeho učitelů) Adolfa Hitlera a nacismus.

## Dílo
- Seznam děl v Souborném katalogu ČR, jejichž autorem nebo tématem je Arthur de Gobineau
- Esej o nerovnosti lidských plemen (1853–1855) – český překlad v roce 1942 (nakladatelství Orbis, Praha, překlad F. X. Lánský)
- Šťastný zajatec neboli Dobrodružství Jana z Věže zázraků – nakladatelství Družstevní práce, překlad Jarmila Fastrová, rok vydání 1925 v Praze
- Renaissance (1877) – nakladatel Alois Srdce, překlad J.O.Novotný, rok vydání 1925 v Praze, historický román odehrávající se v renesanční Itálii
- Opatství Typhainské – nakladatelství Družstevní práce, překlad J. Jíra a M. Novotný, rok vydání 1923 v Praze